# Zito Luvumbo
Zito André Sebastião Luvumbo (Luanda, 9 de março de 2002) é um futebolista angolano que atua como ponta direita.  Atualmente defende o Cagliari.

## Carreira
Luvumbo estreou profissionalmente em 2018, no Primeiro de Agosto. Com apenas 16 anos de idade, atuou em 2 partidas do Girabola e fez um gol, além de ter jogado outras 3 vezes pela Taça de Angola do ano seguinte, novamente com um gol marcado, na decisão contra o Desportivo Huíla.
Em fevereiro de 2019, passou um período de testes no Manchester United e teve seu nome vinculado a uma transferência para o West Ham United, mas o atacante permaneceu no Primeiro de Agosto, sagrando-se campeão nacional e vencendo também a SuperTaça de Angola. Ele ainda chegou a ser cotado para jogar nas categorias de base do Flamengo após sua participação na Copa do Mundo Sub-17.
Em setembro de 2020, o Cagliari anunciou a contratação de Luvumbo por 5 anos. Em julho de 2021, foi emprestado ao Como para a disputa da Série B, disputando apenas 3 partidas.

## Seleção Angolana
Com passagem pelo time Sub-19 de Angola, Zito Luvumbo fez sua estreia pela seleção principal em setembro de 2019, na vitória por 1 a 0 sobre a Gâmbia.

## Títulos
Primeiro de Agosto
- Girabola: 2018–19
- Taça de Angola: 2019
- SuperTaça de Angola: 2019